# Jerzy Jurowicz
Jerzy Leszek Jurowicz (ur. 21 maja 1920 w Krakowie, zm. 19 października 1989 tamże) – polski piłkarz, występujący na pozycji bramkarza, długoletni zawodnik Wisły Kraków, drukarz.

## Życiorys
Całą karierę spędził w Wiśle. Przed wojną zdobywał mistrzostwo Polski juniorów. Po jej zakończeniu dwukrotnie zdobył tytuł mistrza Polski seniorów (1949, 1950), w 1951 wygrał ligę. Wielokrotnie był kapitanem drużyny. 
W pierwszym zespole "Białej Gwiazdy" Jurowicz zadebiutował 5 września 1937, mając jedynie 17 lat i 107 dni. Podczas derbowego spotkania z Cracovią miała miejsce niecodzienna sytuacja - podstawowy golkiper Wisły, Edward Madejski, doznał kontuzji i opuścił plac gry po ledwie 17 minutach. Zespół nie posiadał rezerwowego bramkarza, toteż Wisła grała w dziesiątkę, a między słupkami stanął napastnik Bolesław Habowski. Działacze udali się na poszukiwanie juniora Jurowicza, który wszedł na boisko w 35 minucie meczu. Wisła przegrała 0:1, ale nikt młodego bramkarza nie winił za porażkę.Do wybuchu II wojny światowej Jurowicz miał na koncie 16 rozegranych spotkań. 
Był reprezentantem Krakowa i Polski. W kadrze kraju debiutował 17 września 1947 w meczu z Finlandią, ostatni raz zagrał w 1950. Łącznie w biało-czerwonych barwach rozegrał 8 spotkań.
W 1979 został wybrany sportowcem 35-lecia GTS Wisła Kraków.
Zawodowo był związany z branżą drukarską. Kształcił się w Ilustrowanym Kurierze Codziennym, przez wiele lat pracował w Prasowych Zakładach Graficznych, gdzie pełnił stanowisko chemigrafa, odpowiadał za druk „Dziennika Polskiego”
Był żonaty, miał córki. Został pochowany na cmentarzu Rakowickim w Krakowie.

## Odznaczenia
- Krzyż Kawalerski Orderu Odrodzenia Polski
- Złoty Krzyż Zasługi
- Medal 40-lecia Polski Ludowej
- Odznaka „Zasłużony drukarz”
- Odznaka „Za zasługi dla RSW”
- Złota Odznaka „Za zasługi dla Ziemi Krakowskiej”
- Odznaka „Zasłużony Mistrz Sportu”
- Medal Kalos Kagathos (1987)